# العقمة (حزم العدين)

تعديل مصدري - تعديل

العقمة محلة تابعة لقرية الدرداء، التابعة لعزلة الاصيور بمديرية حزم العدين إحدى مديريات محافظة إب في الجمهورية اليمنية، بلغ تعداد سكانها 21 حسب تعداد اليمن لعام 2004.